# Boquiñeni
Boquiñeni ist ein nordspanischer Ort und eine Gemeinde (municipio) mit 751 Einwohnern (Stand: 2024) in der Provinz Saragossa in der Autonomen Gemeinschaft Aragonien.

## Lage und Klima
Boquiñeni liegt am Fluss Ebro etwa 35 Kilometer (Fahrtstrecke) nordwestlich der Stadt Saragossa in einer Höhe von ca. 225 m. Im Norden der Gemeinde liegt das Feuchtgebiet Galacho de los Fornazos. Die Autovía A-68 von Bilbao nach Saragossa führt durch die Gemeinde.
Das Klima ist gemäßigt bis warm; Regen (ca. 399 mm/Jahr) fällt mit Ausnahme der Sommermonate übers Jahr verteilt.

## Bevölkerungsentwicklung
| Jahr      | 1857 | 1981 | 1991 | 2001 | 2011 | 2021 |
| Einwohner | 1295 | 1121 | 1063 | 989  | 985  | 778  |

Die Mechanisierung der Landwirtschaft, die Aufgabe bäuerlicher Kleinbetriebe und der damit verbundene Verlust von Arbeitsplätzen führten in der zweiten Hälfte des 20. Jahrhunderts zu einem Rückgang der Bevölkerungszahl (Landflucht).

## Sehenswürdigkeiten
- Himmelfahrtskirche (Iglesia de la Asunción de Nuestra Señora)

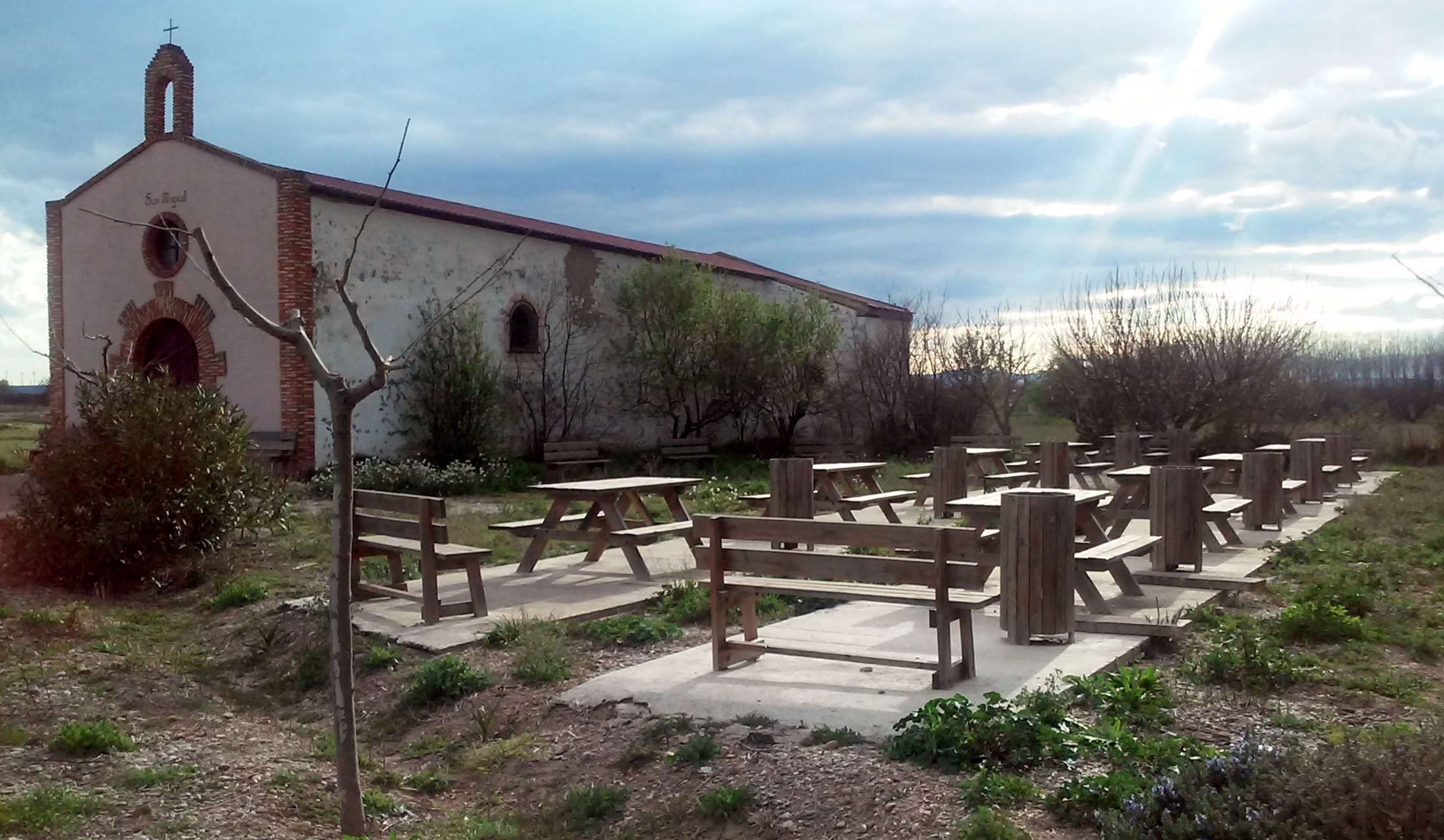
Michaeliskapelle
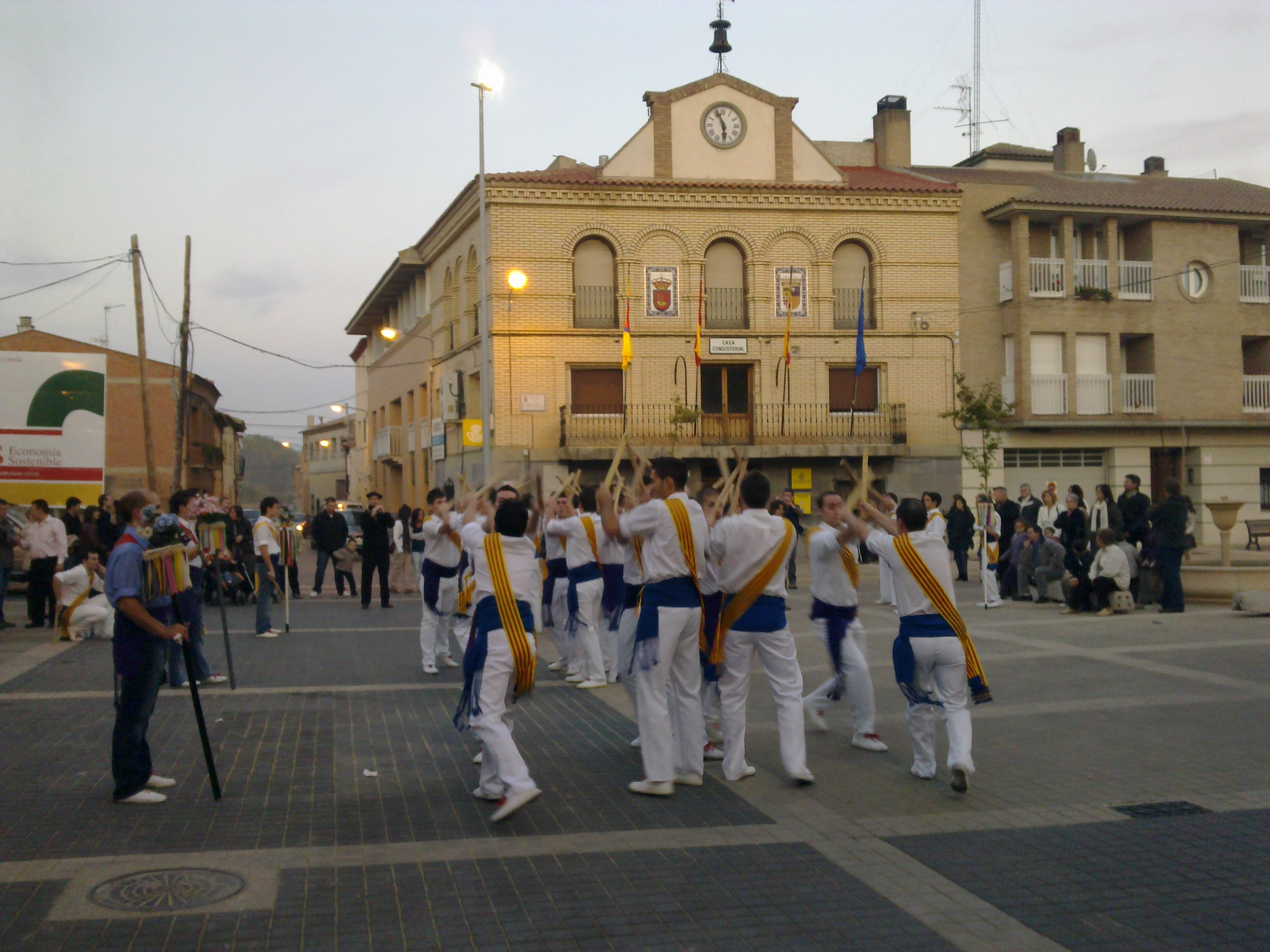
Plaza de España mit dem Rathaus

- Rathaus

- Michaeliskapelle
- Plaza de España mit dem Rathaus